# 크리스티안 마네아
크리스티안 마리안 마네아(루마니아어: Cristian Marian Manea, 1997년 8월 9일, 콘스탄차 ~ )는 루마니아의 축구 선수로 현재 CFR 클루지에서 수비수로 활동 중이다.